# Hugo Weber (Künstler)

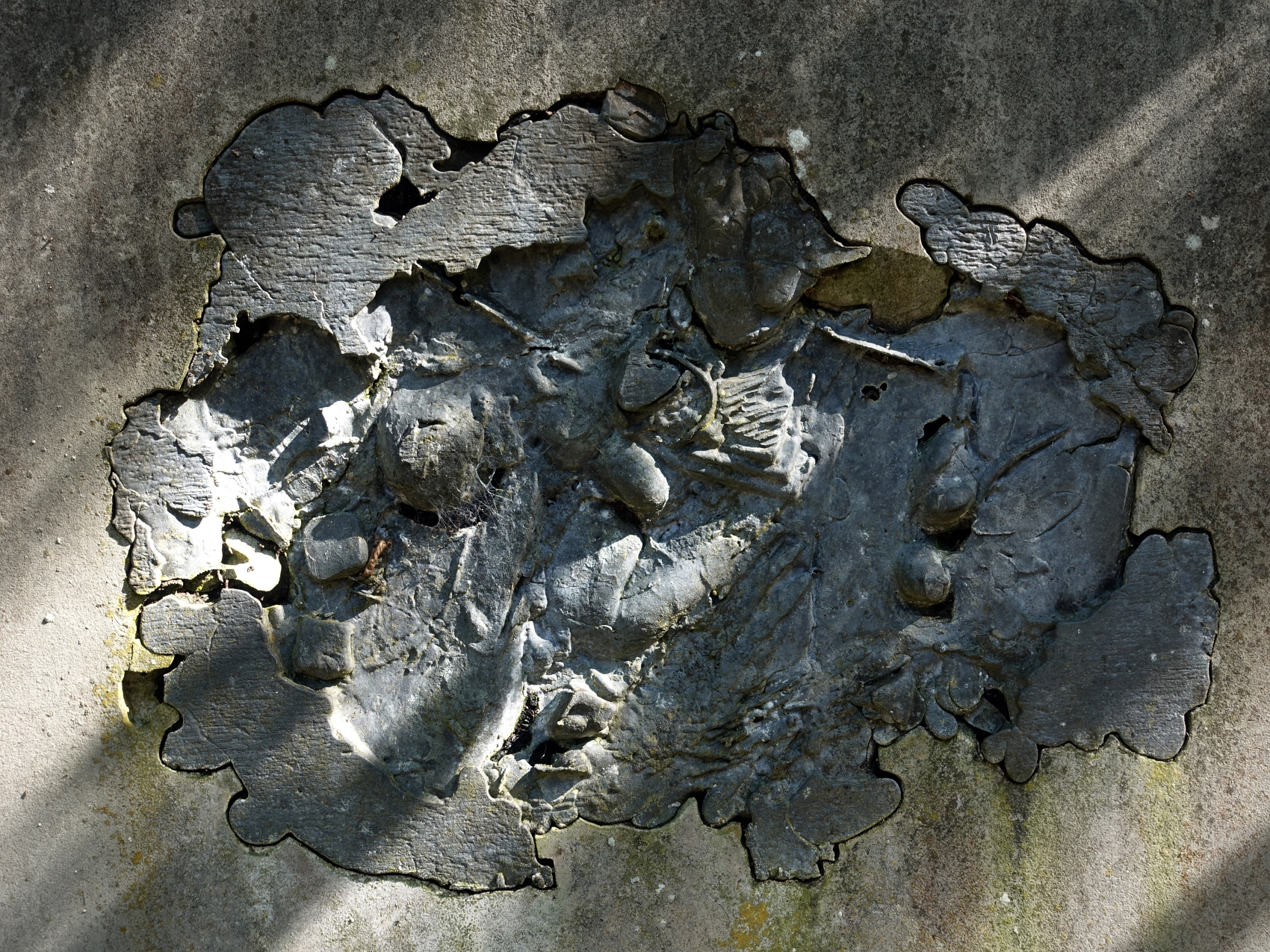
Grabplastik Hugo Webers, Friedhof am Hörnli, Basel

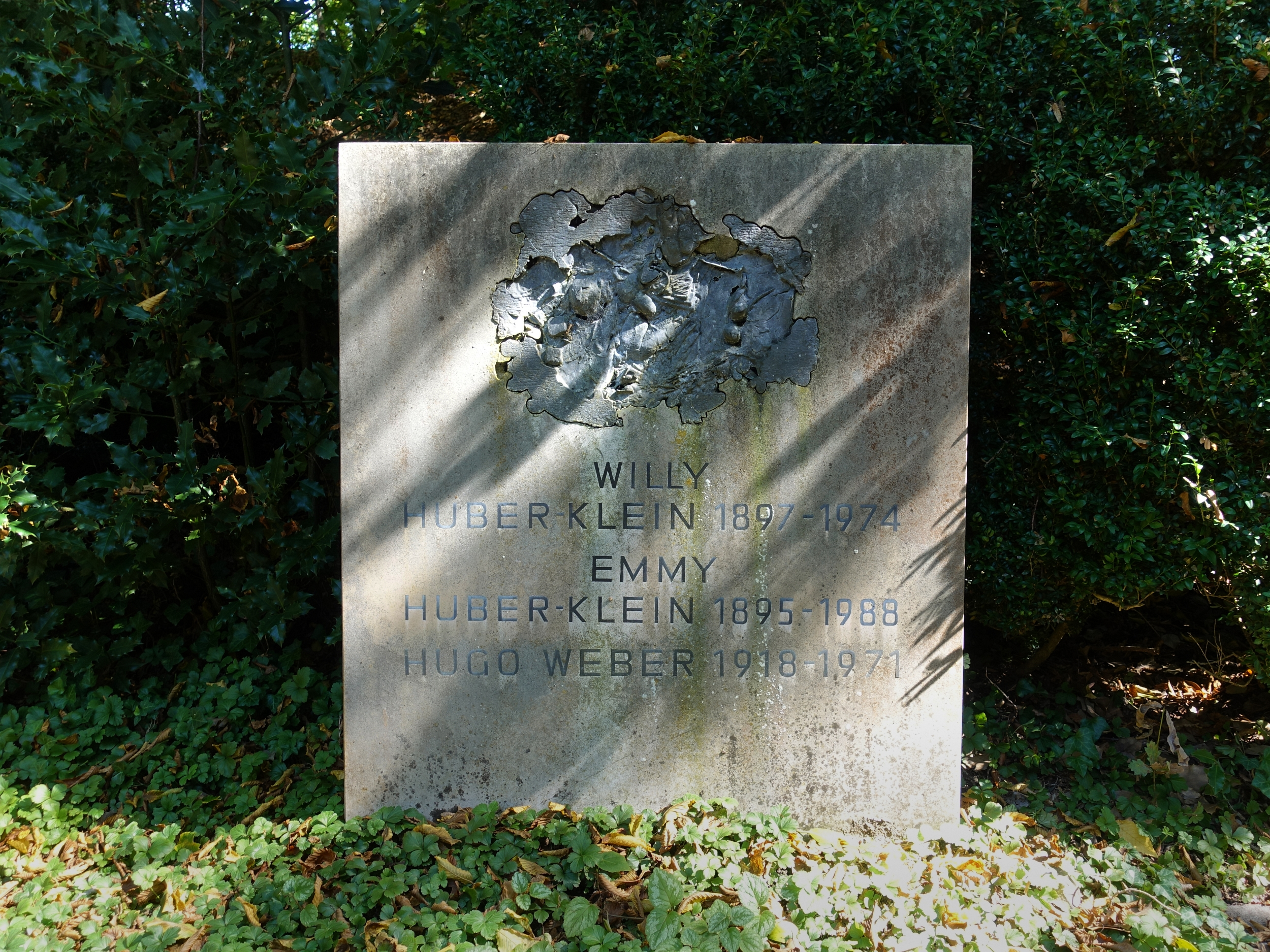
Grab von Hugo Weber, Friedhof am Hörnli

Hugo Weber (* 4. Mai 1918 in Basel; † 15. August 1971 in New York) war ein Schweizerisch-amerikanischer Bildhauer, Maler und Kunstpädagoge.

## Leben und Werk
Hugo Weber war ein Sohn des Zinngiessers Wilhelm Huber (1897–1974) und der Emma Wilhelmine, geborene Klein (1895–1988). Nach der Matura am mathematisch-naturwissenschaftlichen Gymnasium in Basel absolvierte er von 1937 bis 1939 eine Bildhauerlehre bei Ernst Suter. Anschliessend bildete er sich in Paris an der Académie Colarossi und bei Marcel Gimond (1894–1961) weiter. Durch diesen bekam er Kontakt zu Aristide Maillol und Alberto Giacometti. Durch Vermittlung von Carola Giedion-Welcker lernte er Georges Vantongerloo, Marino Marini und Constantin Brancusi, Sophie Taeuber-Arp und Jean Arp kennen. Von 1939 bis 1942 leistete Weber Aktivdienst und hielt sich anschliessend bei Maillol in Banyuls-sur-Mer auf.
Von 1942 bis 1946 studierte Weber Kunstgeschichte, Philologie und Philosophie an der Universität Basel. Danach lehrte er als Dozent an der Universität. Weber arbeitete mit Jean Arp am Œuvrekatalog von Sophie Taeuber-Arp. Zudem war er Mitglied der Künstlergruppe Allianz. Auf Empfehlung von Sigfried und Carola Giedion-Welcker wurde Weber 1946 an das von László Moholy-Nagy geführte Illinois Institute of Technology (IIT) berufen. In der Folge machte Weber Bekanntschaft mit Serge Chermayeff, Marcel Duchamp, Walter Gropius und Ludwig Mies van der Rohe, für den er 1961 eine Bronzebüste schuf. Diese befindet sich heute in der Crown Hall. Zu Webers Schülern zählten u. a. die Künstlerin June Leaf (1929–2024) und der Designer Richard Schultz (* 1926). Zusammen mit Emerson Woelffer (1914–2003) schuf er die Ausgestaltung eines im avantgardistischen Stil geschaffenen Raumes für das dortige Jazz-Gebäude.
Durch die Einzelausstellung im Fine Arts Center von Colorado Springs und den dazugehörigen Film Vision in Flux, der die Vision des fliessenden Übergangs von Raum, Werk und Betrachter dokumentiert, etablierte sich Weber 1951 als abstrakter Expressionist. Weitere Ausstellungen folgten bei Betty Parsons in New York, wo er auch Bekanntschaft machte mit den Malern Franz Kline, Jackson Pollock, Willem de Kooning und Mark Rothko sowie den Fotografen Harry Callahan und Aaron Siskind. In Oslo leitete Weber 1952 einen Designkurs. 1954 erschien sein Film mit dem Titel Process Documentation by the Painter.
Hugo Weber heiratete die Malerin Anne Child und erhielt die amerikanische Staatsbürgerschaft. Child war in erster Ehe mit dem Maler Charles Cajori (1921–2013) verheiratet gewesen. Ihre gemeinsame Tochter war die Regisseurin, Produzentin und Autorin Marion Cajori (1950–2006). Mit Anne hatte Weber den in Portland lebenden Sohn Lukas (* 1955).
Von 1955 bis 1960 lebte die Familie in Paris, danach in New York, wo Weber ein Künstlerloft bezog. Er hatte verschiedene Gastprofessuren an amerikanischen Universitäten inne. Zudem beschäftigte er sich mit der Person des Architekten Ludwig Mies van der Rohe. Durch Vermittlung von Aaron Siskind kam er in intensiven Kontakt zu den Künstlern des Abstrakten Expressionismus in New York. In der Folge stellten sie ihre Werke gemeinsam aus. 1963 arbeitete Weber an einer künstlerischen Enzyklopädie von Bildnissen und Gedichten, ohne sie jedoch zu beenden. Kurz vor seinem Tod wurde er vom Tamarind Institute eingeladen. Zusammen mit dem Drucker Irwin Hollander (1927–2018) schuf er eine Serie von Lithografien. Diese gehören zu seinen wichtigsten gestisch-kalligrafischen Arbeiten.
1975 wurde eine erste Retrospektive seiner Werke als amerikanische Wanderausstellung gezeigt. Drei Jahre später fand in Basel eine Einzelausstellung seiner Werke in der Galerie Riehentor von Trudl Bruckner statt. 1984 realisierte das Kunsthaus Zürich einen Überblick über den Nachlass Hugo Webers. 1999 folgte eine grosse Retrospektive im Aargauer Kunsthaus. Webers Werke befinden sich in verschiedenen öffentlichen Kunstsammlungen, so im Art Institute of Chicago, wo er regelmässig auch seine Werke ausstellte, im Smithsonian American Art Museum und in der National Gallery of Art sowie im Aargauer Kunsthaus, im Kunstmuseum Basel und in der Kunsthalle Basel.
Hugo Weber verstarb nach kurzer Krankheit in New York. Seine letzte Ruhestätte fand er auf dem Basler Friedhof am Hörnli.